# Route 221 (Nouvelle-Écosse)
Pour les articles homonymes, voir Route 221.
La route 221 est une route secondaire de la Nouvelle-Écosse d'orientation ouest-est située dans le sud-ouest de la province. Elle traverse une région agricole et vallonneuse, dans la vallée d'Annapolis. De plus, elle mesure 58 kilomètres, et est une route pavée sur toute sa longueur.

## Tracé
La route 221 débute à Kingston, à l'ouest de cette ville, sur la route 1. Elle se dirige vers le nord pendant 4 kilomètres en passant au-dessus de la route 101, puis bifurque vers l'est. Cette section est la seule section nord-sud de la route.
Elle se dirige ensuite vers l'est pendant le reste de son parcours, soit 54 kilomètres, en étant parallèle aux routes 1 et 101, située juste au nord. Elle traverse notamment Welsford puis Canning avant de se terminer à Kingsport.

## Intersections principales
| Route 221          |             |    |                                                |                         |
| Comté              | Location    | km | Intersection/Destinations                      | Notes                   |
| Comté de Annapolis | Kingston    | 0  | R-1, Bridgetown, Aylesford, Windsor, Kentville | extrémité sud de la 221 |
| Comté de Kings     | Welsford    | 24 | R-360, Harbourville, Berwick                   |                         |
| Comté de Kings     | Centreville | 43 | R-359, Kentville, Halls Harbour                |                         |
| Comté de Kings     | Canning     | 53 | R-358, Scots Bay, Wolfville                    |                         |
| Comté de Kings     | Kingsport   | 58 | Medford Rd.                                    | extrémité est de la 221 |

## Communautés traversées

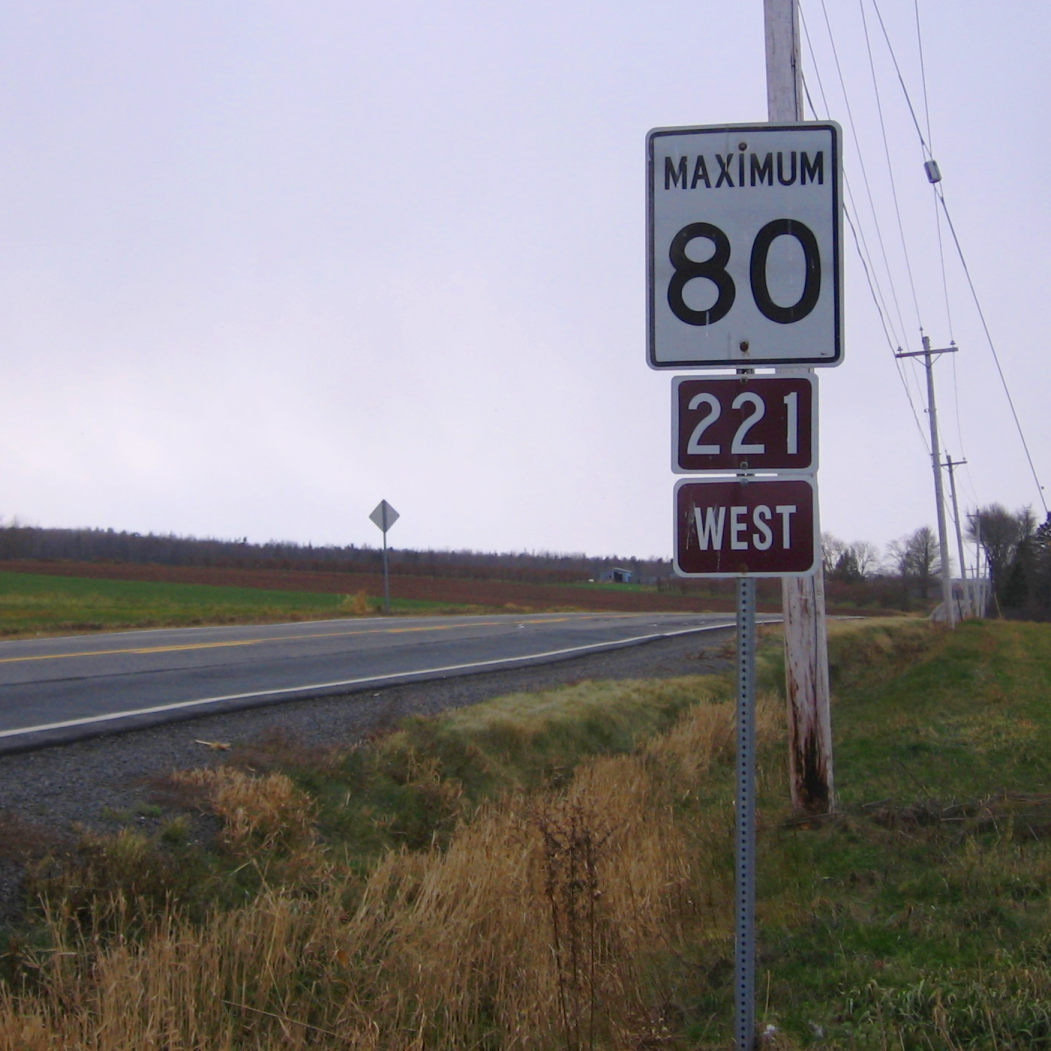
La route 221 ouest, près de Welsford.

1. Kingston
2. Melvern Square
3. North Kingston
4. Weltons Corner
5. Dempseys Corner
6. Welsford
7. Buckleys Corner
8. Kinsmans Corner
9. Lakeville
10. Billtown
11. Centreville
12. Gibson Woods
13. Sheffield Mills
14. Canning
15. Habitant
16. Kingsport